# Wälder und Schlatts am alten Forstamt Erdmannshausen
Das Landschaftsschutzgebiet Wälder und Schlatts am alten Forstamt Erdmannshausen liegt auf dem Gebiet der Gemeinden Schwaförden und Sudwalde (beide Samtgemeinde Schwaförden) im niedersächsischen Landkreis Diepholz.
Das 133 ha große Gebiet, das im Jahr 2017 unter der Nr. LSG DH 00083 unter Schutz gestellt wurde, erstreckt sich nördlich des Kernortes Schwaförden. Östlich des Gebietes verläuft die Landesstraße L 356 und südöstlich die L 202. Im Gebiet liegen Kleingewässer und Schlatts. Die Unterschutzstellung erfolgt besonders zur Erhaltung, Entwicklung oder Wiederherstellung der für den Kammmolch (Triturus cristatus) wichtigen Laichgewässer und Landlebensräume.